# Весёлый Кут (Казанковский район)
Весёлый Кут (укр. Веселий Кут) — село в Казанковском районе Николаевской области Украины.
Население по переписи 2001 года составляло 0 человек. Почтовый индекс — 56054. Телефонный код — 5164. Занимает площадь 0,206 км².

## Местный совет
56054, Николаевская обл., Казанковский р-н, с. Скобелево, ул. Центральная, 5